# Hawke's Bay United
L'Hawke's Bay United è una società calcistica di Napier, in Nuova Zelanda.
Milita nel massimo campionato neozelandese. Gioca le gare interne al Bluewater Stadium.

## Palmarès

### Altri piazzamenti
- New Zealand Football Championship:

Secondo posto: 2014-2015